# チンゲル
チンゲル（tsengel, 青格力, Qing ge li、1963年 - ）は、中華人民共和国青海省海西州出身のモンゴル学者。博士（文学）。
中国社会科学院歴史研究所中外関係研究室研究員。
古代モンゴル史・オイラト史・モンゴル文献学を研究。

## 略歴
- 1963年、中華人民共和国青海省海西州に生まれる。
- 1985年、北京中央民族学院（現中央民族大学）卒業。
- 1994年、留学のため来日。
- 2004年、早稲田大学博士課程修了。博士（文学）の学位を取得。
- 2004年、中国に帰国、同年より社会科学院歴史研究所研究員。

## 著書
- 《青海衛拉特聯盟法典》
- 《中国各民族宗教与神話大辞典》

### 博士論文
- 『四オイラト史研究―17世紀の青海・チベット進出を中心に―』（早稲田大学、1997年）[3]

### 翻訳
- 《益希班覚著〈如意宝樹史〉注譯》
- 譯著《〈蒙古秘史〉研究》（合譯）

### 論文[4]
- 《13－14世紀蒙古文文書尊称格式与音変》
- 《13－14世紀授予宗教人士的蒙古文文書格式研究》
- 《土爾扈特墨爾根吉農生平考》
- 《顧実汗法典的制定――対<阿拉坦汗法典>的置疑》
- 《四位拉特聯盟的形成》
- 《17世紀中後期衛拉特与河西走廊》
- 《蒙元時期蒙古文書中的威懾語》
- 《十七世紀衛拉特南遷原因再探討》
- 《中国布里亜特研究綜述》